# فرانکو روسو
فرانکو روسو (انگلیسی: Franco Russo؛ زادهٔ ۲۵ اکتبر ۱۹۹۴) بازیکن فوتبال اهل آرژانتین است که در لیگ حرفه‌ای دسته اول فوتبال بلغارستان برای لودوگورتس رازگراد در پست مدافع میانی بازی می‌کند.